# L'Alcúdia de Crespins
L'Alcúdia de Crespins è un comune spagnolo di 4 344 abitanti situato nella comunità autonoma Valenciana.
Qua nacque il calciatore Vicente Asensi.